# Hades (trò chơi điện tử)
Hades là một trò chơi điện tử hành động nhập vai do Supergiant Games phát triển và phát hành. Trò chơi được phát hành trên Microsoft Windows, macOS và Nintendo Switch vào ngày 17 tháng 9 năm 2020 sau giai đoạn early access bắt đầu từ tháng 12 năm 2018.
Người chơi điều khiển Zagreus, con trai của Hades, trên hành trình trốn thoát khỏi địa ngục để đến được đỉnh Olympus với sự trợ giúp của các vị thần còn lại. Mỗi màn chơi thử thách người chơi vượt qua một loạt các căn hầm chứa những kẻ địch và phần thưởng ngẫu nhiên. Trò chơi sử dụng hệ thống chiến đấu hack and slash; người chơi kết hợp tấn công bằng vũ khí và sử dụng phép thuật để tiêu diệt kẻ địch và tránh sát thương nhằm tiến xa nhất có thể. Zagreus sẽ chết rất nhiều lần, tuy nhiên người chơi có thể dùng những vật phẩm mình thu thập được để nâng cao các thuộc tính của nhân vật, cũng như mở khóa các vũ khí và kỹ năng mới nhằm gia tăng khả năng thành công của các màn chơi tiếp theo.
Trong trò chơi trước đó của mình, Pyre, Supergiant muốn áp dụng lối kể chuyện theo thuật toán. Tuy nhiên, do tính chất của lối chơi, người chơi đã không chơi lại Pyre nhiều lần để khám phá điều đó. Ở Hades, cấu trúc của trò chơi cho phép họ phát triển cốt truyện phân nhánh theo từng màn chơi. Hades nhận được rất nhiều khen ngợi về lối chơi và cốt truyện của mình, và đã giành được nhiều giải thưởng, trong đó có giải trò chơi của năm, từ một số ấn phẩm.

## Đón nhận
Theo trang web tổng hợp đánh giá Metacritic, Hades nhận được phản hồi hoàn toàn tích cực. Cụ thể, các nhà phê bình khen ngợi trò chơi về sự kết hợp giữa lối chơi trợn tru, hệ thống phần thưởng có chiều sâu và cốt truyện lôi cuốn, và kết luận rằng trò chơi mang đến trải nghiệm độc đáo trong hàng chục giờ. Trong giai đoạn early access kéo dài gần hai năm, Hades bán được 700.000 bản. Trong ba ngày sau khi được phát hành, Hades bán được thêm 300.000 bản, nâng tổng số lên 1 triệu bản.
Một số ấn phẩm đã đánh giá Hades là một trong những trò chơi xuất sắc nhất năm 2020, bao gồm Polygon, IGN, USGamer, Destructoid, Time, The Washington Post, Slant Magazine và Entertainment Weekly.

### Giải thưởng
| Năm  | Giải thưởng            | Hạng mục                         | Kết quả   | Chú thích |
| ---- | ---------------------- | -------------------------------- | --------- | --------- |
| 2020 | Golden Joystick Awards | Trò chơi của năm                 | Đề cử     |           |
| 2020 | Golden Joystick Awards | Trò chơi PC của năm              | Đề cử     |           |
| 2020 | Golden Joystick Awards | Cốt truyện xuất sắc nhất         | Đề cử     |           |
| 2020 | Golden Joystick Awards | Thiết kế hình ảnh xuất sắc nhất  | Đề cử     |           |
| 2020 | Golden Joystick Awards | Trò chơi indie xuất sắc nhất     | Đoạt giải |           |
| 2020 | Golden Joystick Awards | Critic's Choice                  | Đoạt giải |           |
| 2020 | The Game Awards 2020   | Trò chơi của năm                 | Đề cử     | [ 20 ]    |
| 2020 | The Game Awards 2020   | Best Game Direction              | Đề cử     | [ 20 ]    |
| 2020 | The Game Awards 2020   | Cốt truyện xuất sắc nhất         | Đề cử     | [ 20 ]    |
| 2020 | The Game Awards 2020   | Chỉ đạo nghệ thuật xuất sắc nhất | Đề cử     | [ 20 ]    |
| 2020 | The Game Awards 2020   | Best Score and Music             | Đề cử     | [ 20 ]    |
| 2020 | The Game Awards 2020   | Best Performance                 | Đề cử     | [ 20 ]    |
| 2020 | The Game Awards 2020   | Player's Voice                   | Đề cử     | [ 20 ]    |
| 2020 | The Game Awards 2020   | Trò chơi indie xuất sắc nhất     | Đoạt giải | [ 20 ]    |
| 2020 | The Game Awards 2020   | Trò chơi hành động xuất sắc nhất | Đoạt giải | [ 20 ]    |